# Stanwood (Míchigan)
Stanwood es una villa ubicada en el condado de Mecosta en el estado estadounidense de Míchigan. En el Censo de 2010 tenía una población de 211 habitantes y una densidad poblacional de 333,88 personas por km².

## Geografía
Stanwood se encuentra ubicada en las coordenadas 43°34′50″N 85°26′54″O / 43.58056, -85.44833. Según la Oficina del Censo de los Estados Unidos, Stanwood tiene una superficie total de 0.63 km², de la cual 0.63 km² corresponden a tierra firme y (0%) 0 km² es agua.

## Demografía
Según el censo de 2010, había 211 personas residiendo en Stanwood. La densidad de población era de 333,88 hab./km². De los 211 habitantes, Stanwood estaba compuesto por el 95.26% blancos, el 2.84% eran afroamericanos, el 0% eran amerindios, el 0% eran asiáticos, el 0% eran isleños del Pacífico, el 0% eran de otras razas y el 1.9% pertenecían a dos o más razas. Del total de la población el 2.84% eran hispanos o latinos de cualquier raza.